# Wiwilí de Jinotega
Wiwilí de Jinotega (spesso indicato semplicemente come Wiwilí) è un comune del Nicaragua facente parte del dipartimento di Jinotega.